# Sierras de Málaga
Sierras de Málaga es una denominación de origen protegida para la variedad de vino cultivada en la provincia de Málaga, España, que se ajuste a los requisitos establecidos por su consejo regulador. 
La DO Sierras de Málaga fue creada en 2001 y ampara vinos blancos, rosados y tintos de menos de 15% vol. El mismo consejo regulador también regula la Denominación de Origen Pasas de Málaga y la Denominación de Origen Málaga.
Esta denominación obtuvo su registro ante la Unión Europea el 14 de abril de 2004. También cuenta con registro ante la Organización Mundial de la Propiedad Intelectual desde 22 de junio de 2021.

## Denominación de los vinos amparados

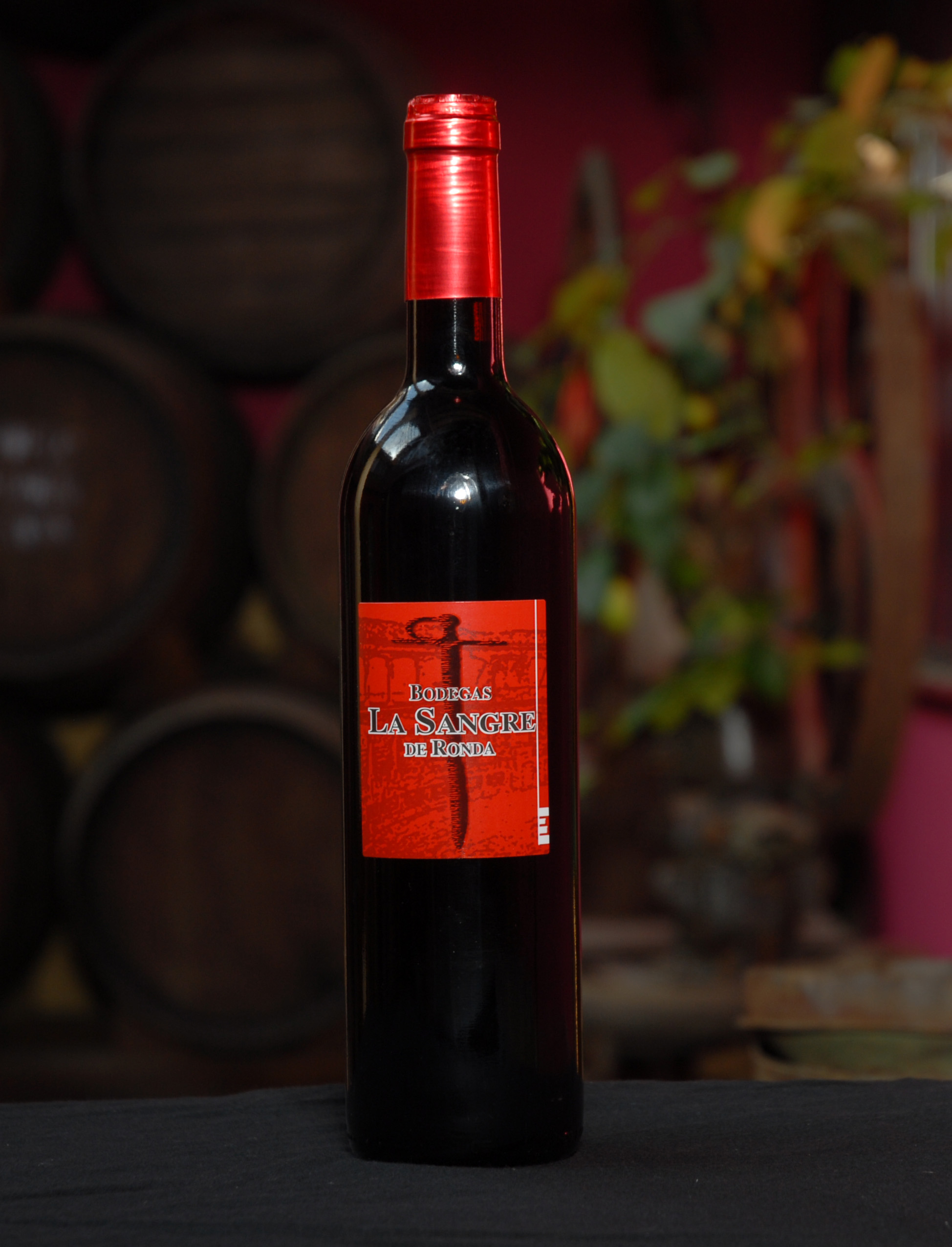
Vino tinto de Ronda.

Denominación y período medio de envejecimiento:
- Crianza, 6 meses en barrica, 18 meses en botella.
- Reserva, 12 meses en barrica, 24 meses en botella.
- Gran Reserva, 24 meses en barrica, 36 meses en botella.

## Variedades de uva
- Preferentes: Pedro ximénez, moscatel, chardonnay, macabeo, sauvignon blanc, romé, cabernet sauvignon, merlot, syrah y tempranillo.
- Aptas: Lairén, doradilla, colombard, garnacha, cabernet franc, pinot noir, petit verdot, gewürztraminer, riesling, verdejo, viognier, graciano, malbec, monastrell y tintilla de Rota.

## Entorno geográfico
- Axarquía: Orografía accidentada y clima cálido y poco lluvioso.
- Montes: Es la zona de mayor altitud, la más fría y lluviosa.
- Zona Norte: Se extiende por la Vega de Antequera. Clima continental con inviernos fríos y veranos calurosos.
- Costa Occidental: Terreno de colinas con clima caluroso y poco lluvioso.
- Serranía: Terreno alto y montañoso.

Dentro de la zona de producción se distingue la subzona tradicionalmente designada Serranía de Ronda, integrada por los terrenos ubicados en los términos municipales de Arriate, Atajate, Benadalid, Gaucín y Ronda.
La zona de elaboración, envejecimiento y crianza coincide con la zona de producción.

## Bodegas
Zona Axarquia
- Bodegas Almijara
- Bentomiz
- Jorge Ordoñez & Co (enlace roto disponible en Internet Archive; véase el historial, la primera versión y la última).
- Dimobe
- Bodegas Ucopaxa

Zona Montes
- Bodegas Antigua casa del Guardia
- Bodegas Gomara
- Bodegas Pérez Hidalgo
- Bodegas Quitapenas
- Bodegas Sánchez Rosado
- Bodegas López García

Zona Serranía de Ronda
- Bodegas Cuesta La Viña
- Bodega Bad Man Wines
- Bodegas Doña Felisa
- Bodegas F.Schatz
- Bodegas Garcia Hidalgo
- Bodegas Joaquín Fernández
- Bodegas Kieninger
- Bodegas Lecharry
- Bodegas Vetas (enlace roto disponible en Internet Archive; véase el historial, la primera versión y la última).
- Bodegas Excelencia
- Bodegas Viloria
- BodegasConrad
- Bodegas La Sangre (enlace roto disponible en Internet Archive; véase el historial, la primera versión y la última).
- Bodegas Lunares
- Bodegas Cezar viñedos y bodegas
- Bodegas Cortijo la Parchite
- Bodegas Descalzos Viejos
- Bodegas Los Aguilares
- Bodegas Los Bujeos

Zona Norte
- Bodega La Capuchina
- S.C.A. Virgen de la Oliva